# 桜木町 (福島市)
桜木町（さくらぎちょう）は、福島県福島市の町名。丁番を持たない単独町名である。郵便番号は960-8133。

## 地理
市の本庁所管にあたる中央東地域に属し、中心市街地の東部に位置する。東西は福島市道32号矢剣町本内線から福島市道豊田町八島町線（旧奥州街道）にかけて、南北は福島市道桜木町腰浜町線から福島市道156号入江町桜木町線にかけての範囲を町域とする。北で八島町と、北東で堀河町の南西角と、東で東浜町と、南で西から腰浜町、浜田町と、西で南から五老内町、北五老内町、旭町、松浪町、入江町とそれぞれ隣接する。上町に所在する 福島警察署及び天神町に所在する福島消防署のそれぞれ管轄にあたる。町域の大部分をJRA福島競馬場の敷地が占めており、その周辺に住宅地が広がる。

## 歴史
1940年代に従来の大字腰浜を廃し、地番呼称変更が行われ設置された。1964年に住居表示が実施され現在に至る。

## 世帯数と人口
2021年（令和3年）10月31日現在の世帯数と人口は以下の通りである。
| 町丁   | 世帯数  | 人口  |
| ------ | ------- | ----- |
| 桜木町 | 319世帯 | 611人 |

## 小・中学校の学区
市立小・中学校に通う場合、学区は以下の通りとなる。
| 番地                                                                                               | 小学校                 | 中学校                 |
| -------------------------------------------------------------------------------------------------- | ---------------------- | ---------------------- |
| 一番二号より三番三七号まで、五番二〇号より一四番四一号まで及び一五番一〇〇号より一五番一一六号まで | 福島市立福島第二小学校 | 福島市立福島第二中学校 |
| その他                                                                                             | 福島市立福島第三小学校 | 福島市立福島第二中学校 |

## 交通

### 鉄道
- 域内に鉄道施設は存在しない。

### 道路
- 福島市道30号曾根田三本木線
- 福島市道32号矢剣町本内線
- 福島市道156号入江町桜木町線
- 福島市道豊田町八島町線 旧電車通り（旧奥州街道、旧国道4号）

### バス
福島交通路線バス
桜木町 - 児童公園入口 - 児童公園
- メロディバス

## 施設
- JRA福島競馬場
- 福島市立福島第二中学校
- 福島市児童公園